# Rivoluzione egiziana del 1919
La Rivoluzione egiziana del 1919 fu una rivoluzione, estesa a tutto il territorio nazionale egiziano, contro il Regno Unito che occupava l'Egitto e il Sudan. Essa fu realizzata in quell'anno da egiziani e sudanesi delle diverse classi sociali e la scintilla fu la misura di esilio decretata dai britannici ai danni dell'esponente nazionalista Saʿd Zaghlūl e di altri membri del partito politico Wafd. L'evento costrinse nel 1922 i britannici a concedere unilateralmente la formale indipendenza al Paese arabo e il riconoscimento dell'Egitto a dotarsi di una Costituzione, promulgata il 19 aprile del 1923.

La Gran Bretagna tuttavia rifiutò di riconoscere la sovranità dell'Egitto sul Sudan e di ritirare le sue forze armate dalla zona del Canale di Suez: fattori che avrebbero mantenuto tesi i rapporti tra Londra e Il Cairo per alcuni decenni, fino al vittorioso colpo di Stato dei Liberi Ufficiali di Muhammad Negīb e Gamāl ʿAbd al-Nāsser nel 1952 e la successiva nazionalizzazione del Canale nel 1956, che riportò infine l'Egitto alla sua piena e sostanziale indipendenza dallo straniero.

## Antefatti
Sebbene l'Impero ottomano avesse conservato la sovranità nominale sull'Egitto, le relazioni politiche tra i due Paesi avevano risentito fortemente dell'occupazione britannica dell'Egitto nel 1882. Dal 1883 al 1914, il potere sull'Egitto fu esercitato dal Console Generale britannico per il tramite del Chedivè e del suo Consiglio dei Ministri. Quando la guerra scoppiò tra l'Impero russo e l'Impero ottomano, il Regno Unito proclamò la legge marziale in Egitto, annunciò che quest'ultimo si sarebbe dovuto sobbarcare l'intero onere bellico. Il 14 dicembre 1914, l'Egitto divenne un Sultanato separato e fu dichiarato Protettorato di Sua Maestà britannica, staccando così il Paese dall'Impero ottomano. I termini del Protettorato indussero i nazionalisti egiziani a credere che si trattasse di un accomodamento temporaneo, che sarebbe finito dopo la guerra, grazie ad accordi bilaterali con la Gran Bretagna.

## Cause
Prima della guerra, le manifestazioni nazionaliste erano limitate alle classi più colte. Nel corso del conflitto però l'insoddisfazione per lo iattante dominio britannico si diffuse in tutte le classi egiziane. Durante la guerra, i britannici formarono un esercito indigeno forte di oltre mezzo milione di uomini (ma comandato da ufficiali britannici), denominato Imperial Camel Corps, requisendo edifici, vettovaglie e animali per le esigenze dell'esercito. Inoltre, a causa delle promesse avventate fatte dal Presidente degli Stati Uniti, Woodrow Wilson, coi suoi Quattordici Punti), le classi politiche egiziane s'illusero e si prepararono per un loro imminente governo dell'Egitto. Logico e consequenziale che alla fine della guerra, gli egiziani chiedessero la loro indipendenza.

## Eventi

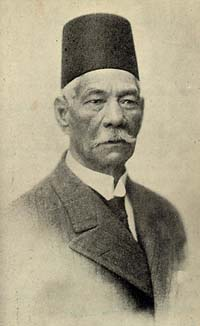
Saʿd Zaghlūl Pascià

Poco dopo la fine del primo conflitto mondiale, concordato che fu tra i belligeranti un armistizio in Europa l'11 novembre 1918, una delegazione di militanti nazionalisti egiziani, condotta da Sa'd Zaghlūl, chiese all'Alto Commissario britannico, sir Reginald Wingate, che cessasse il Protettorato di Sua Maestà britannica sull'Egitto e che una delegazione egiziana (wafd miṣrī ) potesse raggiungere la Conferenza di pace, convocata a Parigi per delineare i futuri assetti mondiali, alla luce dell'esito della guerra. 

Bandiera della rivoluzione egiziana del 1919. La mezzaluna e la croce simboleggiano il supporto fornito sia dai musulmani che dai cristiani alla rivoluzione.

Della delegazione facevano parte ʿAlī Shaʿrāwī Pascià, ʿAbd al-ʿAziz Fahmī Bey, Muhammad ʿAlī Bey, ʿAbd al-Laṭīf al-Makabātī Bey, Muhammad Mahmūd Pascià, Sinut Hanna Bey, Hamad Pascià al-Bāsil, Gurg Khayyāt Bey, Mahmūd Abū al-Naṣr Bey, Mustafā al-Nahhās Bey e il dott. Hāfiz ʿAfīfī Bey). Nel frattempo, un movimento di massa per il conseguimento della piena indipendenza dell'Egitto e del Sudan veniva organizzato con grande sostegno popolare, mettendo in atto le tattiche della disobbedienza civile. Perciò Zaghlūl e il Wafd fruirono di un massiccio sostegno da parte della popolazione egiziana. Emissari wafdisti si recarono nelle città, e nei villaggi per raccogliere firme che autorizzavano i leader del movimento a presentare una petizione in favore della completa indipendenza del Paese.
Vedendo quanto l'intenso sostegno popolare di cui godevano i responsabili del Wafd, e temendo disordini sociali su vasta scala, i britannici procedettero nel marzo del 1919 ad arrestare Zaghlūl e tre altri leader del movimento e li esiliarono a Malta. "Il risultato fu la rivoluzione".
Per varie settimane, fino ad aprile, dimostrazioni e scioperi si susseguirono in tutto l'Egitto, vedendo come attori principali gli studenti, gli impiegati statali, i commercianti, i contadini, gli operai e gli esponenti religiosi, che quotidianamente bloccarono di fatto l'andamento normale della vita nel Paese. Tale movimento di massa fu caratterizzato dalla partecipazione di uomini e donne congiuntamente e dal superamento delle differenze religiose tra musulmani e cristiani. La rivoluzione nelle aree non urbane egiziane fu più violento, portando ad attacchi alle strutture militari britanniche, alle attrezzature civili e alle persone fisiche. Dal 25 luglio 1919, 800 egiziani caddero uccisi dalla spietata reazione dell'occupante e altri 1 600 furono feriti, a fronte di una quarantina di morti britannici.
Il governo britannico inviò in Egitto una Commissione d'Inchiesta, nota come Commissione Milner, nel dicembre del 1919 per determinare le cause del disordine e per esprimere una proposta sul futuro politico del Paese arabo. La relazione di Lord Milner, pubblicata nel febbraio del 1921, raccomandava di metter fine al Protettorato egiziano, in quanto non soddisfacente le aspettative della popolazione. I rivoluzionari obbligarono Londra a rilasciare una dichiarazione unilaterale d'indipendenza il 22 febbraio del 1922.

## Conseguenze
Malgrado il governo di Londra si fosse offerto di riconoscere l'Egitto come Stato sovrano e indipendente, non poche furono però le condizioni poste, in grado di vanificare buona parte di quel formale riconoscimento.

Le seguenti materie erano riservate alla totale discrezione del governo britannico:
1. Sicurezza delle comunicazioni dell'Impero britannico in Egitto;
2. Difesa dell'Egitto nei confronti di aggressioni straniere;
3. Protezione degli interessi stranieri in Egitto;
4. Negazione di un'esclusiva sovranità egiziana sul Sudan.[10]

Il Wafd progettò una nuova Costituzione egiziana, basata su un sistema squisitamente parlamentare, con elezione libera dei deputati, ma rifiutò di partecipare ai lavori della Commissione individuata a tal fine, protestando che la Costituzione doveva invece essere approvata da un Parlamento egiziano libero da condizionamenti stranieri.

L'indipendenza egiziana era infatti una sorta di amara beffa, dal momento che il Regno Unito non provvide per lunghi decenni a sgomberare le sue forze armate dal suolo egiziano. Il Sudan, poi, escluso dal riconoscimento d'indipendenza dell'Egitto, rimase sotto un'amministrazione condominiale anglo-egiziana fino al 1956, anno del suo accesso infine alla piena indipendenza.
Saʿd Zaghlūl divenne nel 1924 il 1º Primo ministro, individuato in elezioni popolari.

## Nella cultura di massa
Alcuni momenti della Rivoluzione sono descritti da Nagib Mahfuz nel suo lavoro Tra i due palazzi (Bayn al-qasrayn), del 1956.
La Rivoluzione viene descritta nel romanzo storico " 1919 " dello scrittore egiziano Ahmed Mourad Anno 2014